# Balak (parashah)
Balak (ebraico: בָּלָק — nome traslitt.: “Balak” nome biblico che tradotto in italiano significa "distruttore" - seconda parola, e incipit di questa parashah) è la 40ª porzione settimanale della Torah (ebr. פָּרָשָׁה – parashah o anche parsha/parscià) nel ciclo annuale ebraico di letture bibliche dal Pentateuco, settima nel Libro dei Numeri. Rappresenta il passo Numeri 22:2-25:9, che gli ebrei leggono generalmente a fine giugno o in luglio.
Il calendario ebraico lunisolare contiene fino a 55 settimane, col numero esatto che varia negli anni. Nella maggioranza degli anni (per es. il 2012, 2013, 2014 e 2015), la Parashah Balak viene letta separatamente. In altri anni (per es. 2009, quando il secondo giorno di Shavuot è venuto di Shabbat nella Diaspora), la Parashah Balak è combinata con la parashah precedente, la Chukat, per ottenere il numero di letture settimanali necessarie.

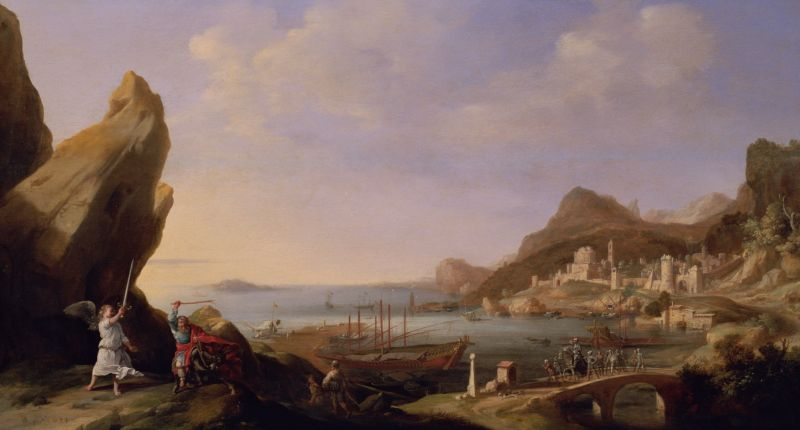
Paesaggio costiero con Balaam e l'asina (dipinto di Bartholomeus Breenbergh, 1636)

## Comandamenti
Secondo Maimon e Sefer ha-Chinuch, non ci sono comandamenti nella parashah.

### Testi
- Testo Masoretico e traduzione JPS 1917, su mechon-mamre.org.
- Parshah cantata, su Bible.ort.org.
- Parshah in ebraico, su mechon-mamre.org.

### Commentari
- Academy for Jewish Religion, California, su ajrca.org. URL consultato il 9 marzo 2013 (archiviato dall'url originale il 17 marzo 2012).
- Academy for Jewish Religion, New York, su ajrsem.org.
- Aish.com.
- American Jewish University, su judaism.ajula.edu (archiviato dall'url originale il 18 marzo 2012).
- Anshe Emes Synagogue, Los Angeles, su anshe.org. URL consultato il 9 marzo 2013 (archiviato dall'url originale il 1º novembre 2012).
- Bar-Ilan University, su biu.ac.il.
- Chabad.org.
- eparsha.com.
- G-dcast, su g-dcast.com. URL consultato il 9 marzo 2013 (archiviato dall'url originale il 14 luglio 2011).
- The Israel Koschitzky Virtual Beit Midrash, su vbm-torah.org. URL consultato il 9 giugno 2011 (archiviato dall'url originale il 9 giugno 2011).
- Jewish Agency for Israel, su jewishagency.org. URL consultato il 9 marzo 2013 (archiviato dall'url originale il 15 settembre 2012).
- Jewish Theological Seminary (XML), su jtsa.edu. URL consultato il 9 marzo 2013 (archiviato dall'url originale l'11 marzo 2013).
- Miriam Aflalo, su mishpacha.com. URL consultato il 9 marzo 2013 (archiviato dall'url originale il 6 aprile 2012).
- MyJewishLearning.com.
- Ohr Sameach, su ohr.edu.
- Orthodox Union, su ou.org.
- OzTorah, Torah from Australia, su oztorah.com.
- Oz Ve Shalom — Netivot Shalom, su netivot-shalom.org.il. URL consultato il 24 giugno 2010 (archiviato dall'url originale il 24 giugno 2010).
- Pardes from Jerusalem, su pardes.org.il. URL consultato il 9 marzo 2013 (archiviato dall'url originale il 14 marzo 2012).
- RabbiShimon.com. URL consultato il 9 marzo 2013 (archiviato dall'url originale il 16 ottobre 2013).
- Rabbi Shlomo Riskin, su ohrtorahstone.org.il. URL consultato il 21 agosto 2011 (archiviato dall'url originale il 21 agosto 2011).
- Rabbi Shmuel Herzfeld, su rabbishmuel.com. URL consultato il 9 marzo 2013 (archiviato dall'url originale l'11 marzo 2013).
- Reconstructionist Judaism, su www4.jrf.org. URL consultato il 25 settembre 2011 (archiviato dall'url originale il 16 febbraio 2006).
- Sephardic Institute, su judaic.org. URL consultato il 9 marzo 2013 (archiviato dall'url originale il 26 luglio 2011).
- Shiur.com.
- 613.org Jewish Torah Audio, su 613.org. URL consultato il 9 giugno 2011 (archiviato dall'url originale il 9 giugno 2011).
- Tanach Study Center, su tanach.org.
- Torah from Dixie [collegamento interrotto], su tfdixie.com.
- Torah.it, su archivio-torah.it.
- Torah.org.
- TorahVort.com.
- Union for Reform Judaism, su urj.org. URL consultato il 9 marzo 2013 (archiviato dall'url originale il 27 novembre 2012).
- United Hebrew Congregations of the Commonwealth, su chiefrabbi.org. URL consultato il 9 marzo 2013 (archiviato dall'url originale il 10 aprile 2012).
- United Synagogue of Conservative Judaism, su uscj.org. URL consultato il 9 marzo 2013 (archiviato dall'url originale il 6 marzo 2012).
- Yeshiva University, su yutorah.org. URL consultato il 9 marzo 2013 (archiviato dall'url originale il 18 dicembre 2019).